# Jan Marinus Wiersma

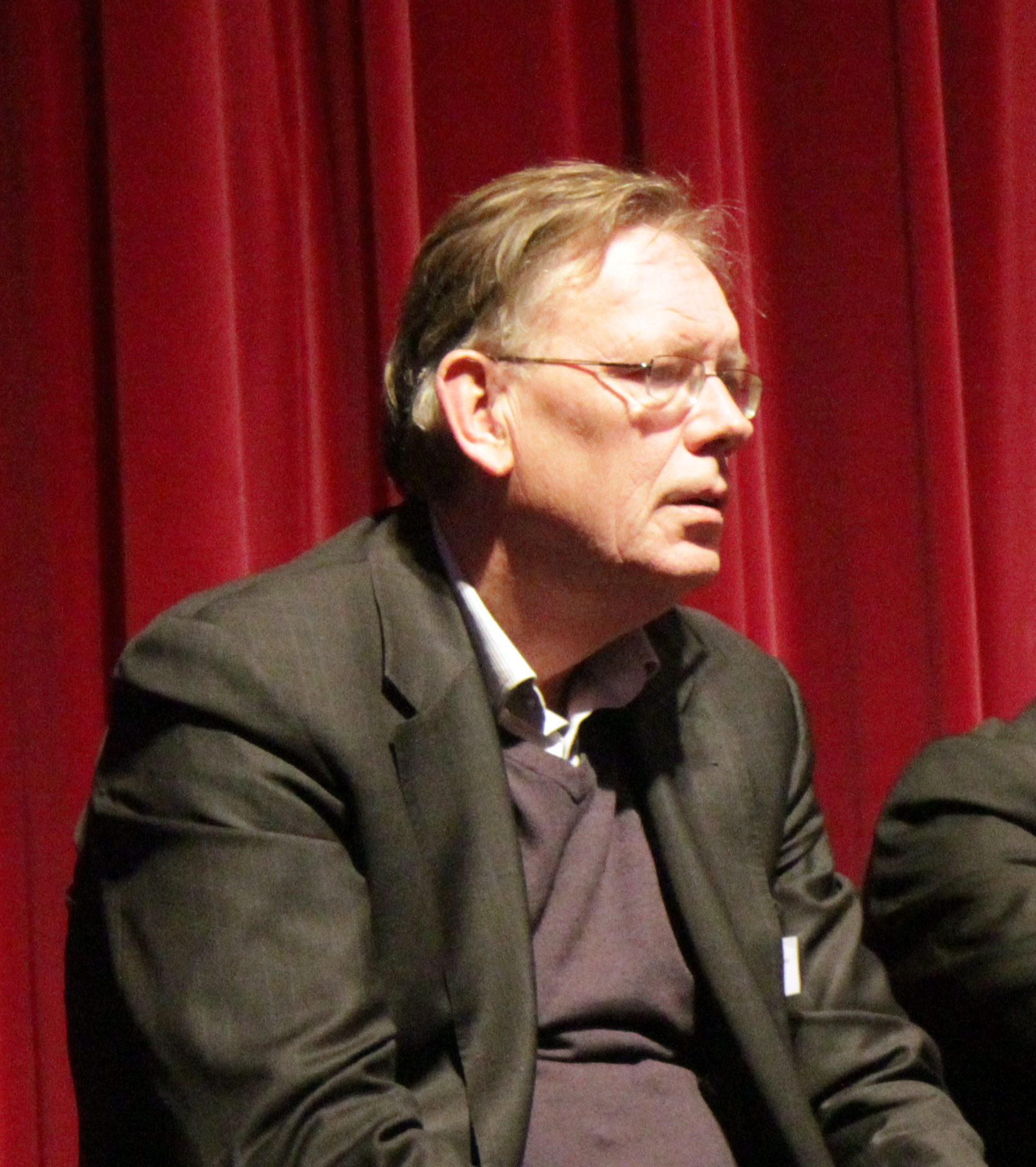
Jan Marinus Wiersma

Jan Marinus Wiersma (* 26. August 1951 in Groningen) ist ein niederländischer Politiker der Partij van de Arbeid.

## Leben
Nach seiner Schulzeit in Groningen studierte Wiersma Geschichte an der Universität Groningen und graduierte 1978. Wiersma begann sich politisch zu engagieren und wurde Mitglied der sozialdemokratischen Partij van de Arbeid. Von 1978 bis 1987 war er als Abgeordneter in der Zweiten Kammer der Generalstaaten. Von 1994 bis 2009 gehörte er als Abgeordneter dem Europaparlament an. Vom 20. Juli 2004 bis 13. Juli 2009 war Wiersma Vizepräsident der Sozialdemokratischen Partei Europas (SPE) Wiersma lebt gegenwärtig in Leiden, er veröffentlichte mehrere Artikel in verschiedenen Fachzeitschriften zu europapolitischen Themen.

## Auszeichnungen
- 2007: Großes Goldenes Ehrenzeichen für Verdienste um die Republik Österreich[2]

## Werke
- Jan Marinus Wiersma, Hannes Swoboda: Politics of the Past: The Use and Abuse of History. Brüssel 2009[3]
- Jan Marinus Wiersma, Hannes Swoboda: Peace and Disarmament: A World without Nuclear Weapons. Brüssel 2009
- Jan Marinus Wiersma, Joost Lagendijk: Sturen bij de Moslimburen: Hoe Europa de democratie kan bevorderen. Bakker, Amsterdam 2007, ISBN 978-90-351-3197-2
- Jan Marinus Wiersma, Joost Lagendijk: Brussel Warschau Kiev; Op zoek naar de grenzen van de Europese Unie. Amsterdam 2001
- Jan Marinus Wiersma, Rob van de Water: Spionage in het hoogste Echelon: het ware verhaal over Echelon en wereldwijd afluisteren. Podium, Amsterdam 2001, ISBN 90-5759-284-3
- Jan Marinus Wiersma, Joost Lagendijk: Na Mars komt Venus: een Europees antwoord op Bush. Balans, Amsterdam 2004, ISBN 90-5018-715-3